# Wielcy mistrzowie zakonu templariuszy
Wszyscy wielcy mistrzowie zakonu templariuszy pochodzili z Francji:
- Hugues de Payns (1118–1136)
- Robert de Craon (1136–1146)
- Évrard des Barrès (1146–1149)
- Bernard de Tramelay (1149–1153)
- André de Montbard (1153–1156)
- Bertrand de Blanquefort (1156–1169)
- Philippe de Milly (1169–1171)
- Eudes de Saint-Amand (1171–1179)
- Arnaud de Toroge (1179–1184)
- Gérard de Ridefort (1185–1189)
- Robert de Sablé (1191–1193)
- Gilbert Hérail (1193–1200)
- Philippe du Plaissis (1201–1208)
- Guillaume de Chartres (1209–1219)
- Pierre de Montaigu (1219–1230)
- Armand de Périgord (1232–1244)
- Richard de Bures (1245–1247)
- Guillaume de Sonnac (1247–1250)
- Reynald de Vichiers (1250–1256)
- Thomas Béraud (1256–1273)
- Guillaume de Beaujeu (1273–1291)
- Thibaud Gaudin (1291–1293)
- Jacques de Molay (1298–1312)